# 月面反射通信

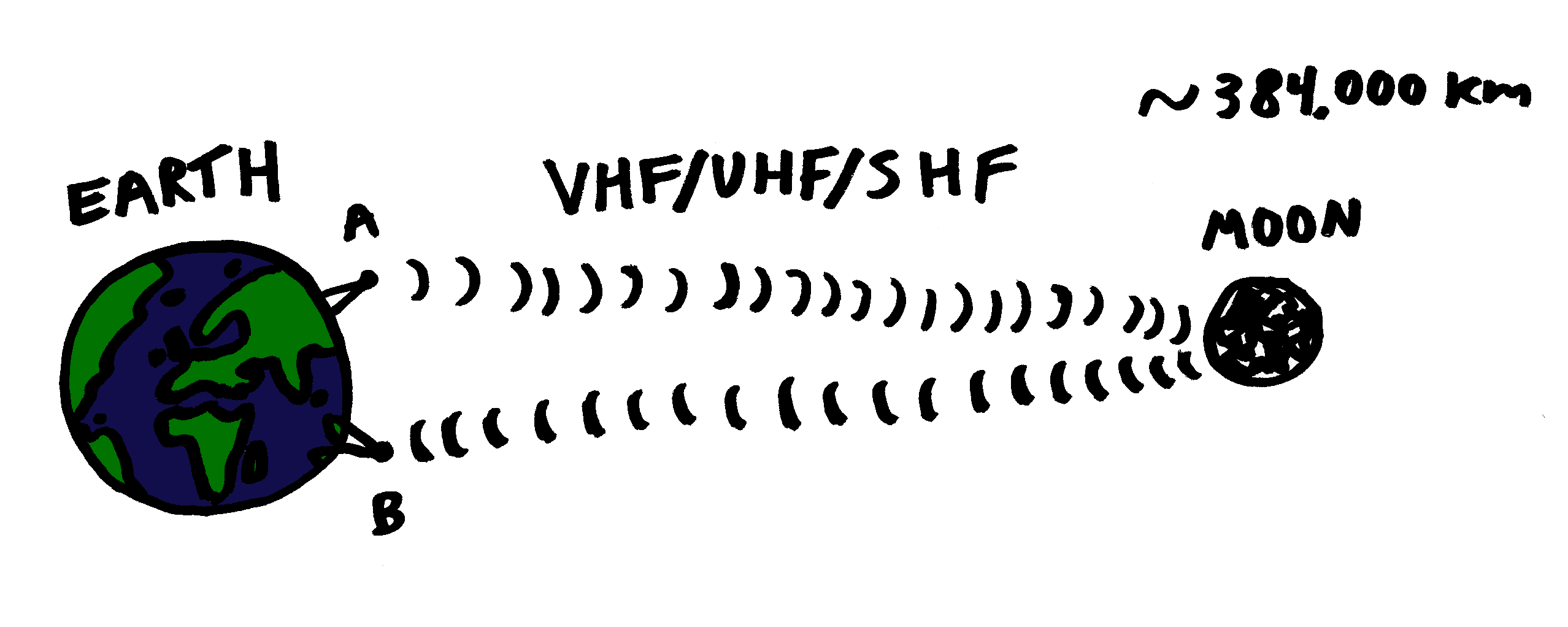
月面反射通信示意图

月面反射通信，或地-月-地通信（英語：Earth–Moon–Earth communication，简称EME），是一种无线电通信技术。使用EME的电台将向月表发射无线电信号，并由月球表面将信号反射回地球上的其他地方，以期其他电台能够接收并与之通信。

## 历史
1940年，英国邮政总局的W.J. Bray提出了将月球用作被动通信卫星的想法。根据计算，利用当时可用的微波传输功率和低噪声接收器，能够将微波信号从地球发送并反射到月球上。人们认为至少可以实现一个语音通信通道。
1943年，在德国使用无线电测量设备进行实验时，雷达反射波首次被接收到并识别为来自月球的反射。根据Dr. Ing. W. Stepp在《Der Seewart》杂志中的报道，他注意到了一种干扰信号，该干扰“出现时持续了几个脉冲，且脉冲强度比附近最强的目标还要大。干扰在发射机打开大约两秒后才出现，并在发射机关闭相应时间后（以脉动的方式）消失。而其他的回波则是在发射机开关的瞬间出现和消失。该干扰仅在天线朝东时发生，并在方向发生较大幅度的变化后立即消失，但在转回原方向大约两秒后又重新出现。显然，我们用设备探测到了云层后的月亮。这也解释了随着反射体缓慢从强聚焦、水平指向的波束中移出而导致的脉冲逐渐消失的现象，因为它正从地平线上升起。”
直到第二次世界大战结束后，人们才开始开发专门用于反射雷达波到月球，以验证其在国防、通信和雷达天文学中潜在应用价值。第一次成功的EME尝试是在1946年1月10日，由代号为“戴安娜计划”（Project Diana）的团队在新泽西州蒙茅斯堡进行，该团队由John H. DeWitt领导。不到一个月后，匈牙利的Zoltán Bay领导的团队于1946年2月6日也成功完成了第二次尝试。随后的“月球通信中继”项目进一步推动了这些技术的实际应用，例如在夏威夷珍珠港海军基地与华盛顿特区的美国海军总部之间建立了一条电传打字机通信链路。在通信卫星出现之前，这种不受电离层传播影响的通信链路堪称一次革命性的突破。
随着20世纪60年代通信卫星的发展，这项技术逐渐变得过时。然而，业余无线电爱好者开始将月球反射通信作为一项兴趣爱好；1953年，首次业余无线电月球反射通信成功实现，至今全球的业余爱好者仍在使用这一技术。作曲家寶琳·奧利維洛在她1987年的作品《来自月亮的回声》（Echoes from the Moon）中使用了月球反射技术，而在2024年，德国音乐家海因巴赫也利用月球反射进行实验，并创建了一个音频插件来重现这一效果。

## 现今的EME通信
业余无线电操作员（也称为“火腿”）利用月球反射技术进行双向通信。业余频率范围从50MHz到47GHz都有成功EME通信的先例，但大多数EME通信是在2米、70厘米或23厘米波段上进行的。常用的调制模式包括连续波摩尔斯电码、数字模式（如JT65），以及在信噪比和带宽允许的情况下进行SSB语音通信。数字信号处理的发展使得使用约100瓦功率和单个八木天线进行EME通信成为可能，尽管数据传输速率较低。
2009年6月29日，“世界月球反射日”由Echoes of Apollo发起，并作为阿波罗11号登月40周年前夕的一项活动在全球范围内庆祝。庆祝活动的亮点之一是通过EME进行的访谈，采访对象是阿波罗8号宇航员威廉·安德斯，他也是阿波罗11号的后备团队成员。澳大利亚塔斯马尼亚大学利用其26米（85英尺）的碟形天线成功将数据信号反射到月球表面，由荷兰的德温厄洛射电望远镜的大型天线接收并成功解码，创造了从月球返回的最低功率数据信号的世界纪录，发射功率仅为3毫瓦，相当于手电筒灯泡功率的千分之一。第二届“世界月球反射日”于2010年4月17日举行，恰逢阿波罗13号任务结束40周年。
2009年10月，媒体艺术家丹尼拉·德·保利斯向位于德温厄洛射电望远镜的CAMRAS无线电爱好者协会提议使用月球反射进行实时图像传输演示。应她的提议，2009年12月，CAMRAS无线电操作员扬·范·穆伊尔维克和无线电操作员丹尼尔·高奇使用开源软件MMSSTV进行了第一次通过月球的图像传输。德·保利斯将这一创新技术称为“视觉月球反射”，自2010年以来，她在多个艺术项目中使用这一技术，包括名为OPTICKS的实时表演，在此过程中，数字图像实时发送到月球并返回，然后进行现场投影。

## 回声延迟和传输时间
无线电波在真空中以光速传播，速度为299,792,458 米/秒。到达月球并返回的传播时间范围为2.4到2.7秒，平均为2.56 秒（地球到月球的平均距离为384,400公里）。月球接近球形，其半径对应约5.8毫秒的波传播时间。来自月球盘边缘附近不规则表面反射的回波尾部，相比回波的前沿延迟时间最多可达两倍。
月球表面的绝大部分在大多数的业余EME通信的微波波长下显得相对平滑。大多数业余无线电爱好者在6GHz以下进行EME通信，而月球的反射率差异在1GHz以上较难辨别。月球反射本质上近似于镜面反射（类似于光滑的钢珠表面反射）。用于通信的有效功率主要从靠近月面中心的小区域反射回地球。回波的有效传输时间不超过0.1毫秒。EME站点的需要考虑天线极化，从光滑表面反射的信号会保留线极化，但会反转圆极化的方向。在较短波长下，月球表面看起来越来越粗糙，因此在10GHz及以上的频率上，反射信号包含显著的漫反射成分以及准镜面反射成分。散射成分会去极化，并可以视为低水平系统噪声的来源。散射成分的显著部分来自月球边缘更远的区域。由此产生的中位传输时间可能会达到几毫秒。然而，在所有实际应用中，传输时间足够小，不会对CW键控产生显著影响，也不会在常用于数字EME的慢速键控调制中导致符号间干扰。然而，散射成分可能在较高的数据传输速率下表现为显著的噪声。
EME传输时间对接收有显著的影响。来自月球表面不同部分的信号成分由于行程不同，会以随机的相位关系到达地球。随着发射站、接收站和反射月球表面的相对几何关系发生变化，这些信号成分有时会叠加，有时会相互抵消，这取决于它们的相位关系，从而导致接收到的信号出现大幅度波动。这种“自由摆动衰落”引起的幅度变化在相干带宽（通常为几千赫兹）内具有良好的相关性。自由摆动衰落成分与反射信号的时间扩展有关。

## 常用的EME通信的调制模式及频率
- 甚高频
  - CW
  - JT65A、JT65B、Q65
- 超高频
  - CW
  - JT65, Q65
  - SSB
- 微波
  - CW
  - SSB
  - Q65

参考资料：

## 影响EME通信的其他因素
在144 MHz频段，当月出或月落时，多普勒效应产生的频率偏移为300 Hz。当月亮在天顶时，这个偏移会减小到接近零。在其他频段下，也会存在不同的多普勒偏移。在月出时，返回信号的频率大约会提高300 Hz；当月亮移动到正南或正北位置时，多普勒效应接近于零；而在月落时，频率会降低300 Hz。多普勒效应在EME中影响很大。
偏振可能会降低接收信号的强度。其中一个因素是发射和接收天线的几何对齐问题。许多天线产生一个优选的极化平面。从月球观察的角度来看，发射和接收站的天线可能未对齐。这个因素由天线的对齐决定，站点通常配备有旋转天线以调整极化的功能。另一个因素是地月路径上的法拉第旋转。当无线电波通过地球大气中的电离层时，其极化平面会发生旋转。这种效应在较低的VHF频段中更为显著，而在1296 MHz及以上频率时则不太明显。通过使用更大的天线阵列（更多的八木天线的单元或更大的抛物面天线），可以减少一些极化失配损耗。

## 图集

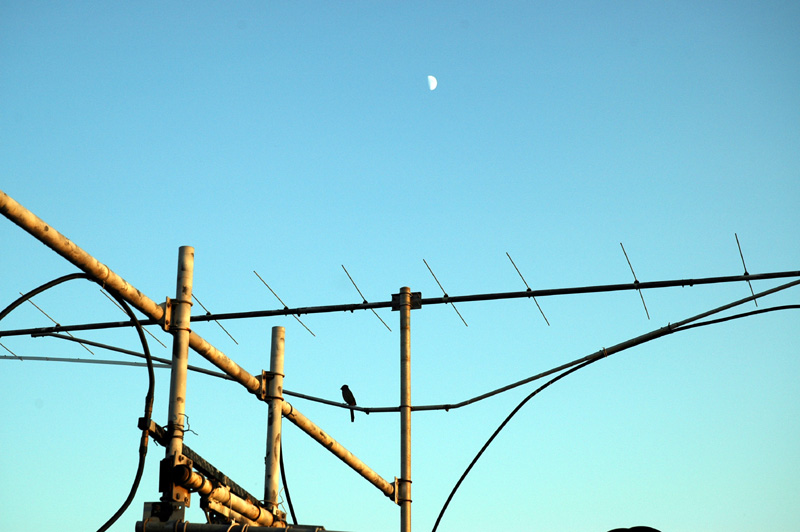
美国加利福尼亚州WA6PY站点的一部分144 MHz EME天线阵列。
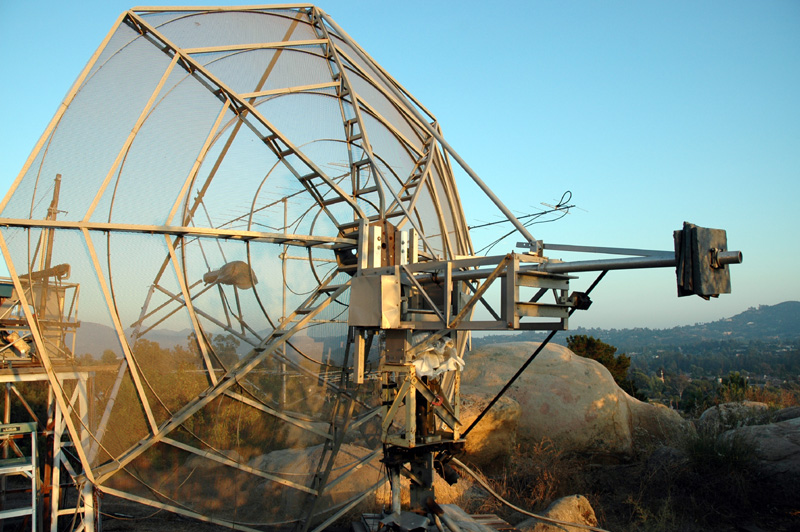
美国加利福尼亚州WA6PY站点用于微波EME通信的抛物面天线。
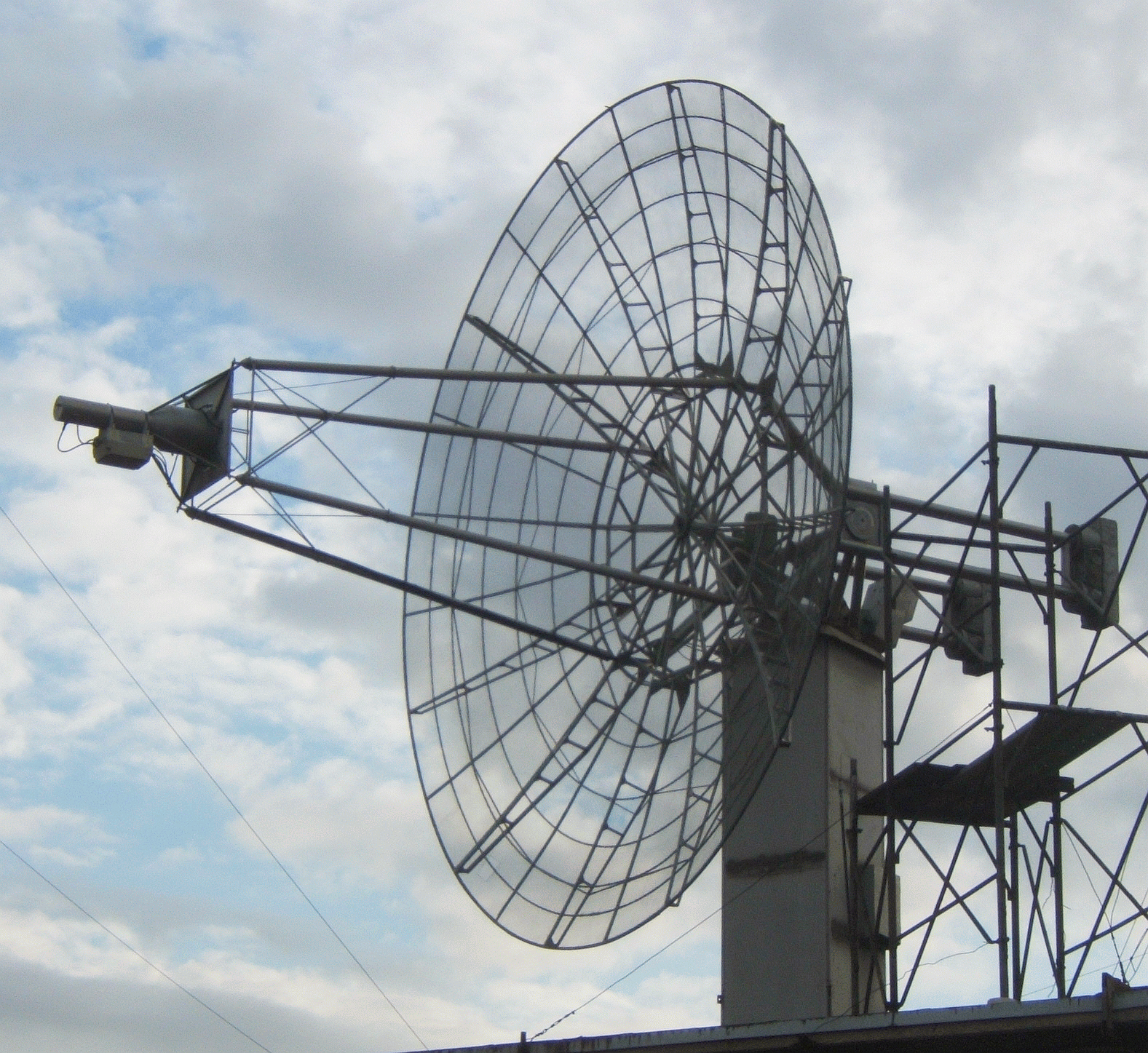
意大利米兰I2FZX站点用于UHF EME通信的抛物面天线。
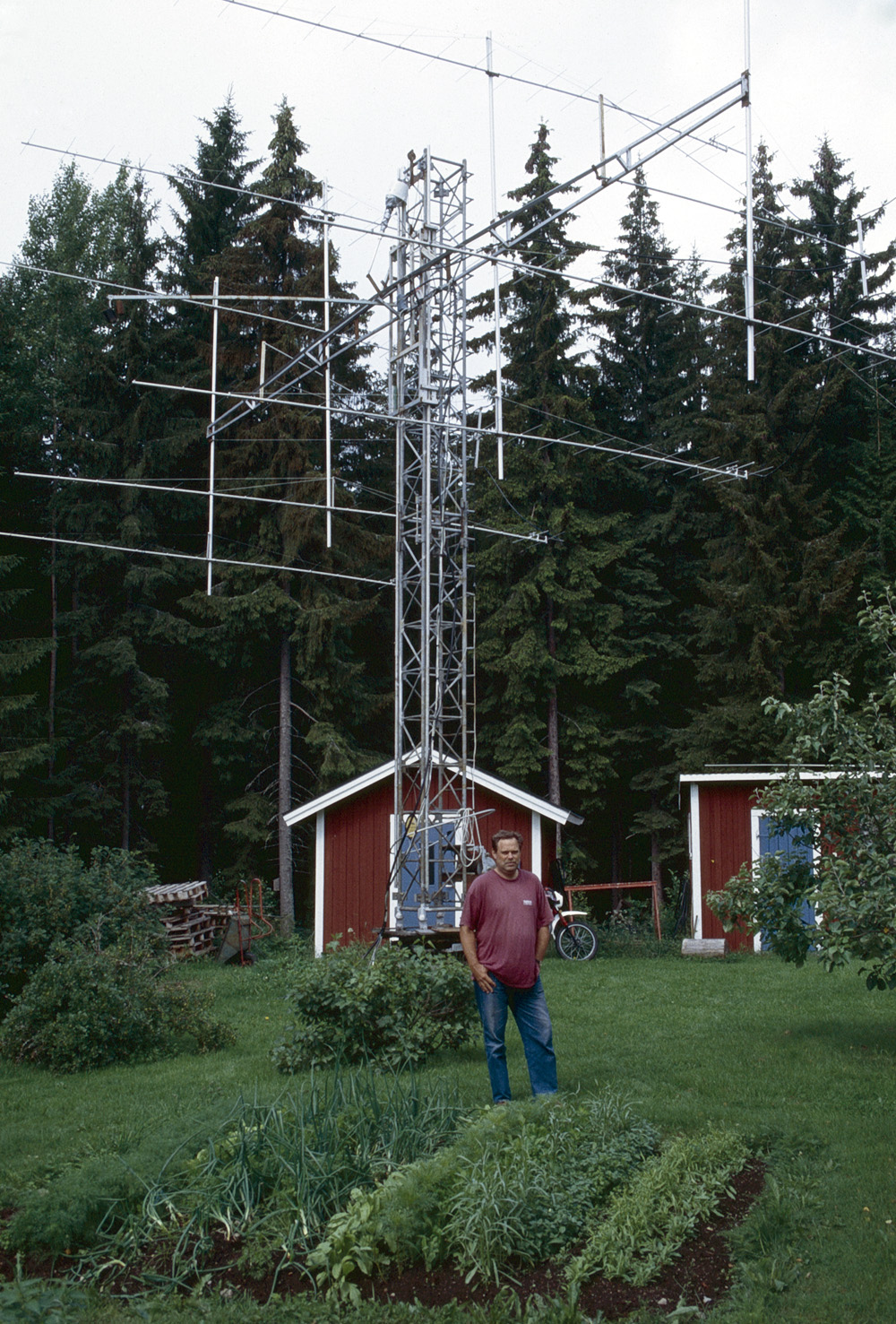
位于瑞典中部基拉福什用于144 MHz EME的业余无线电天线阵列。
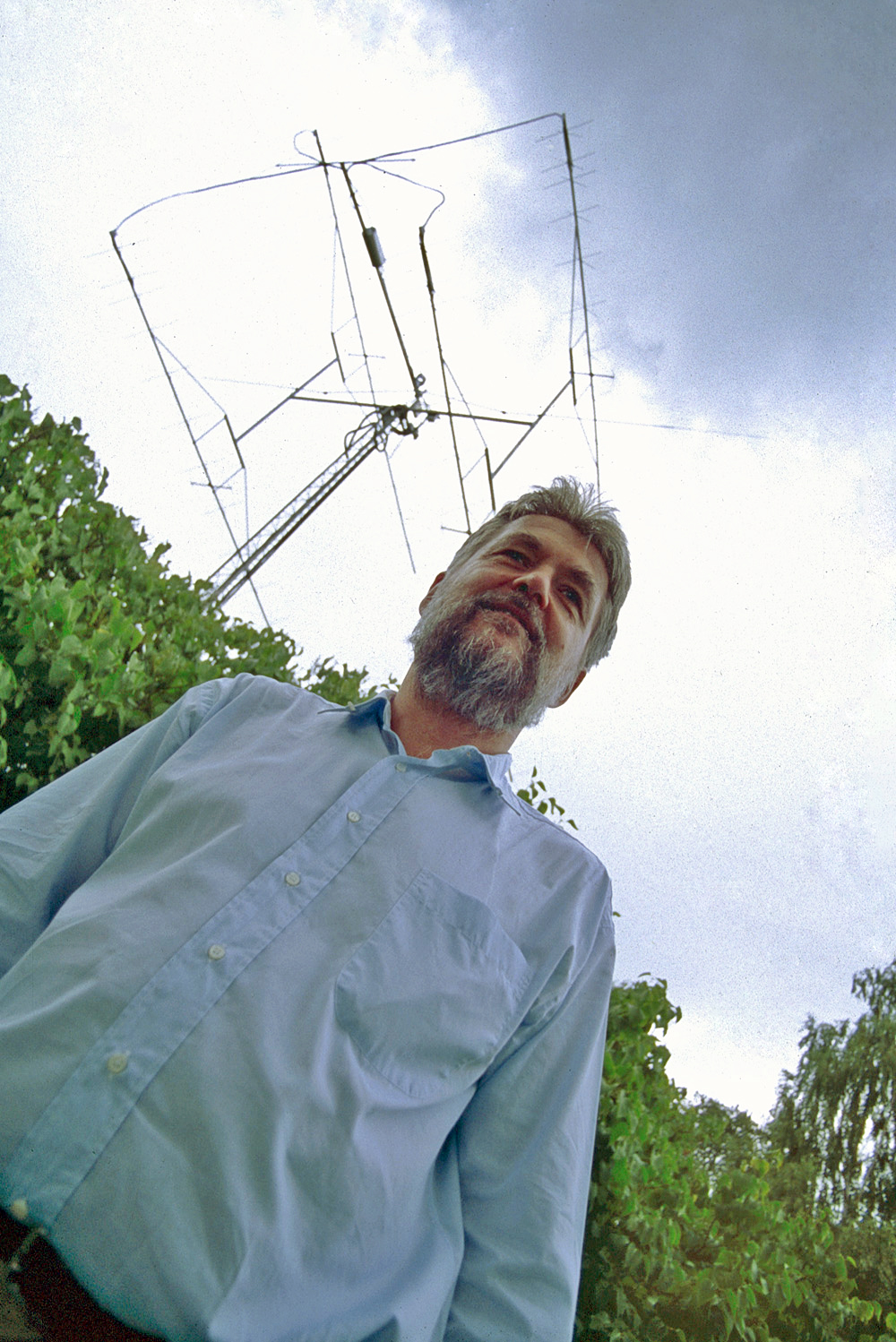
用于144 MHz地月通信的业余无线电天线阵列，位于瑞典中部的基拉福什。
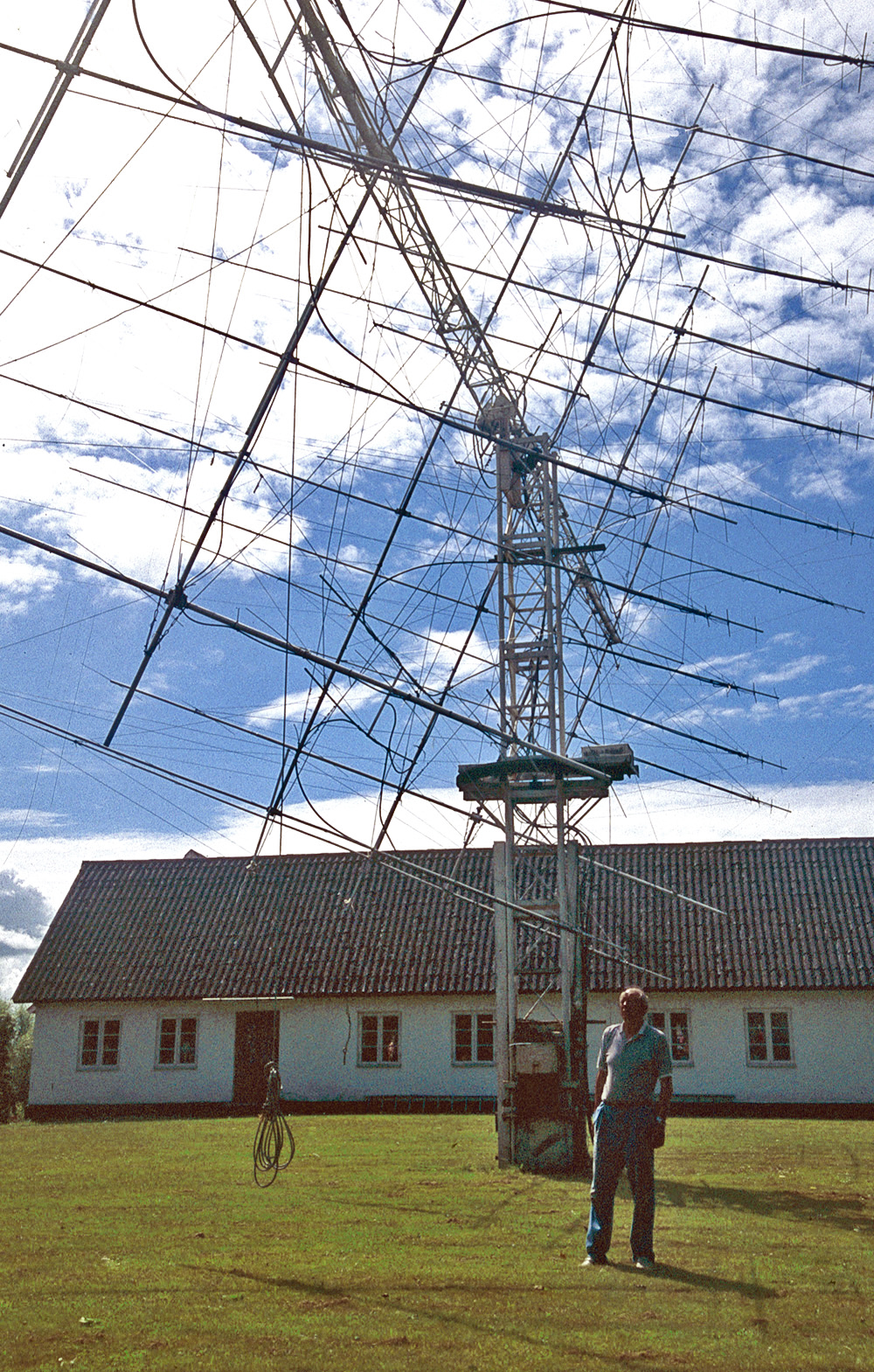
用于144 MHz地月通信的业余无线电天线阵列，位于瑞典南部的斯塔凡斯托普。
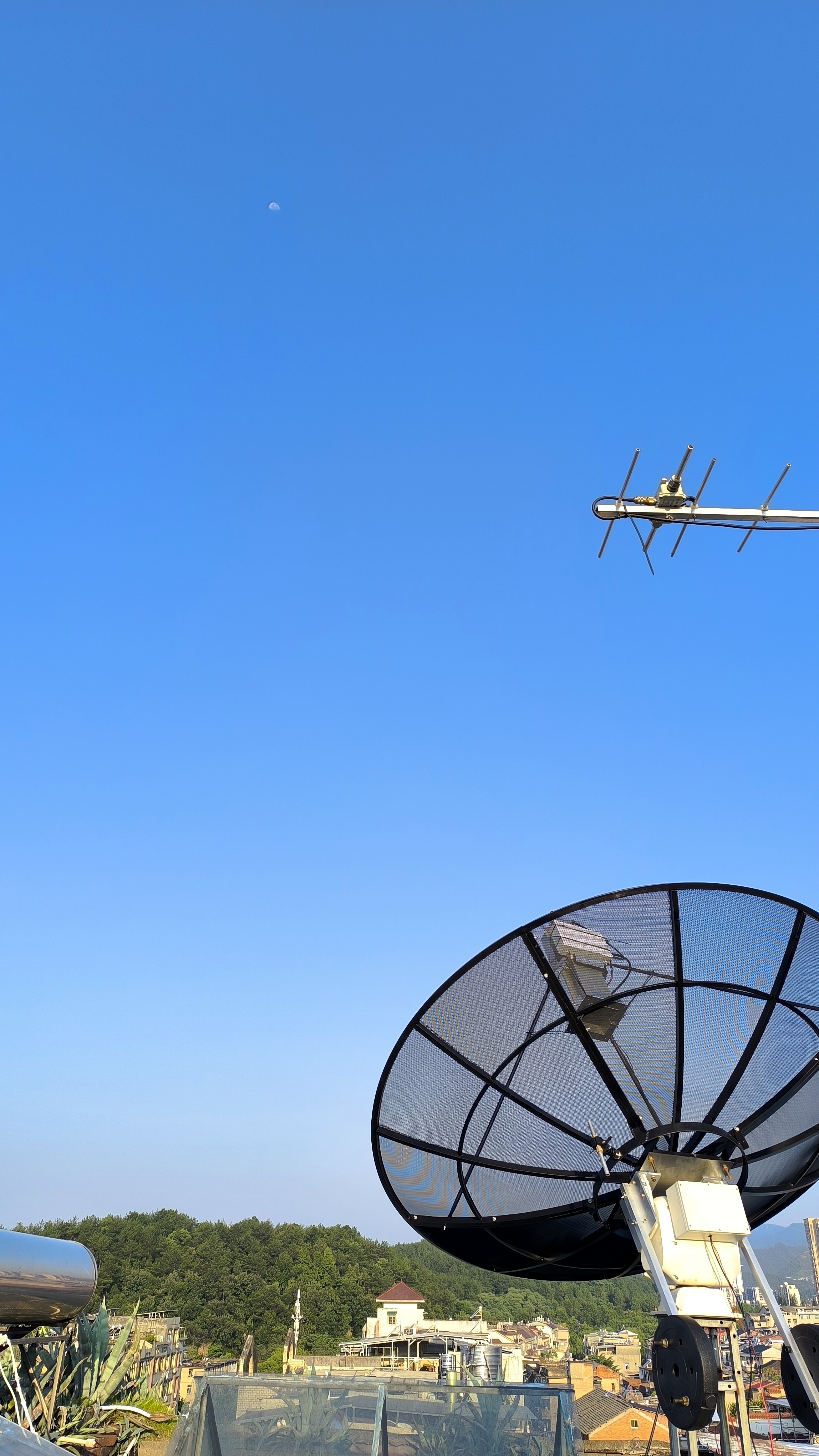
BG7XWF的EME抛物面天线，位于中国东南部
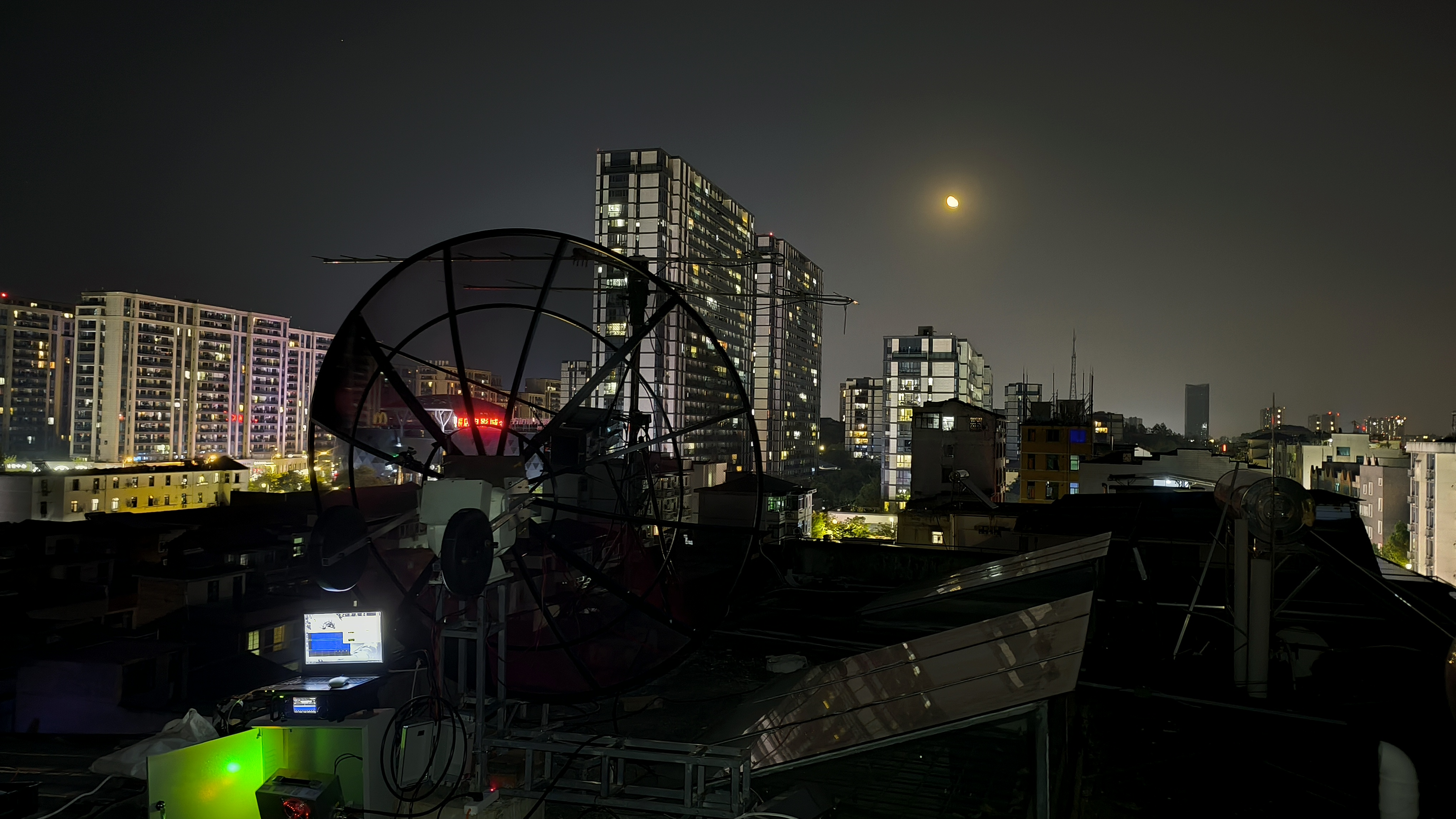
BG7XWF正在EME